# 埃爾斯貝滕
埃爾斯貝滕（Elsbethen）是奧地利的城鎮，位於該國中部，由薩爾茨堡州負責管轄，面積24.16平方公里，海拔高度1,334米，鎮上的博物館收藏逾千件展品，2012年人口5,278。